# FURSYS
FURSYSは大韓民国に拠点をおき、主にオフィス、ヘルスケア、研究所向けの製品を展開している企業である。韓国証券取引所上場企業である。
名前はFURNITURE（家具）SYSTEM（システム）から取られた。1983年創業以来、事務用家具市場で占有率1位を守り、2020年のデータによると市場占有率69.1%である。
世界70カ国に111つの代理店ネットワークを持っている。

## 製品
家具製品は、事務用という特性のため、組み立てと解体が可能なモジュール化された形で作られる。オリジナルブランドであるFURSYSだけで製品を流通し、OEM生産はしない。
FURSYSは事務用家具に木やプラスチック素材を導入して、組み立て解体が可能なモジュール化された方式を使用して事務空間を効率的に活用できるようにした。

## 事業モデル
事務用家具という業種の特性上、B2CよりB2B方式の事業モデルで売上げを出している企業である。
顧客会社としては政府機関、サムスン電子、現代、SKハイニックス、LG電子、大韓航空などがある。